# Osiki
Osiki [pronunciación en polaco: /ɔˈɕiki/] (en alemán: Schönwiese) es un pueblo ubicado en el distrito administrativo de Gmina Orzysz, dentro del Condado de Pisz, Voivodato de Varmia y Masuria, en Polonia del norte. Se encuentra aproximadamente a 16 kilómetros al noroeste de Orzysz, a 32 kilómetros al norte de Pisz, y a 85 kilómetros al este de la capital regional Olsztyn.
Antes de 1945, el área fue parte de Alemania (Prusia Oriental).